# CUT OF LOVE
「CUT OF LOVE」(カット・オブ・ラブ)は、田村直美の15枚目のシングル。

## 内容
ワーナーミュージック・ジャパン移籍第一弾及びアルバム『Grace』先行シングルとなった本作はTBS『ワンダフル』エンディング・テーマ。

## 収録曲
1. CUT OF LOVE
作詞：田村直美　作曲：田村直美・石川寛門　編曲：月光恵亮・鷹羽仁
2. Don't be afraid
作詞：田村直美　作曲：田村直美・石川寛門　編曲：月光恵亮・鷹羽仁
3. CUT OF LOVE (inst.)